# Mallos bryantae
Mallos bryantae är en spindelart som beskrevs av Willis J. Gertsch 1946. Mallos bryantae ingår i släktet Mallos och familjen kardarspindlar. Inga underarter finns listade i Catalogue of Life.